# Járavize község
Járavize község (románul: Comuna Valea Ierii) község Kolozs megyében, Romániában. Központja Járavize, beosztott falvai Kisfeneshavas, Plophavas.

## Népessége
A 2011-es népszámlálás adatai alapján a község népessége 888 fő volt.

## Nevezetességei
A községből egyetlen épület sem szerepel a romániai műemlékek jegyzékében.